# Casa Bertani
Casa Bertani è un edificio storico situato in via Trieste 8 a Mantova.

## Storia e descrizione
L'edificio venne costruito a partire dal 1554 come propria abitazione dall'architetto mantovano Giovan Battista Bertani, allievo di Giulio Romano e Prefetto delle Fabbriche Gonzaghesche, dal 1549 al 1576.
Caratteristica della facciata sono le due semicolonne di ordine ionico, collocate a destra e a sinistra dell'ingresso, senza che prestino all'edificio alcun sostegno: una bizzarria manierista. Quella di sinistra è collocata nel modo tradizionale, sporgendo dalla parete per metà; quella di destra appare in sezione. Incise nel marmo le istruzioni per realizzare una colonna di identiche dimensioni. Sotto le finestre del piano terra vi sono anche due epigrafi recanti i precetti e le regole dell'architetto romano Vitruvio. 